# Thracische dynastie
De Thracische dynastie, ook wel Dynastie van Leo genoemd, was een door Flavius Valerius Leo (keizer Leo I), die uit Thracië afkomstig was, gestichte dynastie van Romeinse keizers.
Ze heersten over het Oost-Romeinse Rijk van 457 tot 518. Onder hun regering viel de ondergang van het West-Romeinse Rijk.

## Leden van de dynastie
- Leo I. (457–474)
- Leo II. (474)
- Zeno (474–491)
- Basiliscus (475–476, tegenkeizer)
  - Marcus (zoon van Basiliscus)
- Anastasius I (491–518)

De dynastie had daarnaast ook familiebanden met de West-Romeinse keizers Anthemius (467–472) en Julius Nepos (474–480), alsook met de Oost-Romeinse usurpators en troonpretendenten Marcianus (479), Longinus (491–492) en Hypatius (532).

## Referentie
- Dit artikel of een eerdere versie ervan is een (gedeeltelijke) vertaling van het artikel Thrakische Dynastie op de Duitstalige Wikipedia, dat onder de licentie Creative Commons Naamsvermelding/Gelijk delen valt. Zie de bewerkingsgeschiedenis aldaar.

Constantijnen · Valentinianen · Theodosianen · Thraciërs · Justinianen · Heracliden · Syriërs · Nikephoriërs . Amoriërs · Macedoniërs · Lekapenen · Macedoniërs · Komnenen · Doukai · Komnenen · Angeloi · Laskariden · Paleologen · Kantakouzenen · Paleologen